# Лесиньяно
Лесиньяно (італ. Lesignano) — село (італ. curazia), що знаходиться в Сан-Марино. Адміністративно відноситься до муніципалітету Серравалле.